# Eiskunstlauf-Weltmeisterschaften 1992
Die 82. Eiskunstlauf-Weltmeisterschaften fanden vom 24. bis 29. März 1992 in der Oakland–Alameda County Coliseum Arena in Oakland (USA) statt.

## Ergebnisse

### Herren
| Platz              | Sportler                 | Land                   |
| ------------------ | ------------------------ | ---------------------- |
| 1                  | Wiktor Petrenko          | GUS                    |
| 2                  | Kurt Browning            | Kanada                 |
| 3                  | Elvis Stojko             | Kanada                 |
| 4                  | Christopher Bowman       | Vereinigte Staaten     |
| 5                  | Mark Mitchell            | Vereinigte Staaten     |
| 6                  | Petr Barna               | Tschechoslowakei       |
| 7                  | Todd Eldredge            | Vereinigte Staaten     |
| 8                  | Alexei Urmanow           | GUS                    |
| 9                  | Philippe Candeloro       | Frankreich             |
| 10                 | Wjatscheslaw Sahorodnjuk | GUS                    |
| 11                 | Cornel Gheorghe          | Rumänien               |
| 12                 | Grzegorz Filipowski      | Polen                  |
| 13                 | Michael Slipchuk         | Kanada                 |
| 14                 | Konstantin Kostin        | Lettland               |
| 15                 | Mirko Eichhorn           | Deutschland            |
| 16                 | Steven Cousins           | Vereinigtes Königreich |
| 17                 | Ralf Burghart            | Österreich             |
| 18                 | Cameron Medhurst         | Australien             |
| 19                 | Masakazu Kagiyama        | Japan                  |
| 20                 | Gilberto Viadana         | Italien                |
| 21                 | Michael Tyllesen         | Dänemark               |
| 22                 | Jiao Zhongyi             | Volksrepublik China    |
| 23                 | Mitsuhiro Murata         | Japan                  |
| 24                 | Jan Erik Digernes        | Norwegen               |
| Kür nicht erreicht |                          |                        |
| 25                 | Christopher Blong        | Neuseeland             |
| 26                 | Alexander Chang          | Chinesisch Taipeh      |
| 27                 | Tomislav Čižmešija       | Kroatien               |
| 28                 | Iwan Dinew               | Bulgarien              |
| 29                 | Jorge La Farga           | Spanien                |
| 30                 | Oula Jaaskelainen        | Finnland               |
| 31                 | Kim Se-yol               | Südkorea               |
| 32                 | Péter Kovács             | Ungarn                 |
| 33                 | Axel Médéric             | Frankreich             |
| 34                 | Patrick Meier            | Schweiz                |
| 35                 | Dino Quattrocecere       | Südafrika              |

### Damen
| Platz                       | Sportlerin         | Land                   |
| --------------------------- | ------------------ | ---------------------- |
| 1                           | Kristi Yamaguchi   | Vereinigte Staaten     |
| 2                           | Nancy Kerrigan     | Vereinigte Staaten     |
| 3                           | Chen Lu            | Volksrepublik China    |
| 4                           | Laetitia Hubert    | Frankreich             |
| 5                           | Josée Chouinard    | Kanada                 |
| 6                           | Tonya Harding      | Vereinigte Staaten     |
| 7                           | Alice Sue Claeys   | Belgien                |
| 8                           | Yuka Satō          | Japan                  |
| 9                           | Karen Preston      | Kanada                 |
| 10                          | Patricia Neske     | Deutschland            |
| 11                          | Surya Bonaly       | Frankreich             |
| 12                          | Marina Kielmann    | Deutschland            |
| 13                          | Tatjana Ratschkowa | GUS                    |
| 14                          | Joanne Conway      | Vereinigtes Königreich |
| 15                          | Charlene Von Saher | Vereinigtes Königreich |
| 16                          | Nathalie Krieg     | Schweiz                |
| 17                          | Krisztina Czakó    | Ungarn                 |
| 18                          | Lily-Lyooniung Lee | Südkorea               |
| 19                          | Junko Yaginuma     | Japan                  |
| 20                          | Anisette Torp-Lind | Dänemark               |
| 21                          | Irena Zemanová     | Tschechoslowakei       |
| 22                          | Helene Persson     | Schweden               |
| 23                          | Tamara Heggen      | Australien             |
| 24                          | Alma Lepina        | Lettland               |
| Kurzprogramm nicht erreicht |                    |                        |
| 25                          | Mojca Kopač        | Slowenien              |
| 26                          | Julia Worobjowa    | GUS                    |
| 27                          | Wiktoria Dimitrowa | Bulgarien              |
| 28                          | Zuzanna Szwed      | Polen                  |
| 29                          | Marion Krijgsman   | Niederlande            |
| 30                          | Olga Vassiljeva    | Estland                |
| 31                          | Laia Papell        | Spanien                |
| 32                          | Željka Čižmešija   | Kroatien               |
| 33                          | Margaret Schlater  | Italien                |
| 34                          | Mila Kajas         | Finnland               |
| 35                          | Rosanna Blong      | Neuseeland             |
| 36                          | Anita Thorenfeldt  | Norwegen               |
| 37                          | Edita Katkauskaite | Litauen                |
| 38                          | Janie La-lin Weng  | Chinesisch Taipeh      |
| 39                          | Juanita-Anne Yorke | Südafrika              |
| 40                          | Lidija Hodzar      | Jugoslawien            |

### Paare
| Platz | Sportler                                | Land                   |
| ----- | --------------------------------------- | ---------------------- |
| 1     | Natalja Mischkutjonok / Artur Dmitrijew | GUS                    |
| 2     | Radka Kovaříková / René Novotný         | Tschechoslowakei       |
| 3     | Isabelle Brasseur / Lloyd Eisler        | Kanada                 |
| 4     | Jelena Betschke / Denis Petrow          | GUS                    |
| 5     | Jewgenja Schischkowa / Wadim Naumow     | GUS                    |
| 6     | Peggy Schwarz / Alexander König         | Deutschland            |
| 7     | Calla Urbanski / Rocky Marval           | Vereinigte Staaten     |
| 8     | Natasha Kuchiki / Todd Sand             | Vereinigte Staaten     |
| 9     | Christine Hough / Doug Ladret           | Kanada                 |
| 10    | Sherry Ball / Kris Wirtz                | Kanada                 |
| 11    | Jenni Meno / Scott Wendland             | Vereinigte Staaten     |
| 12    | Leslie Monod / Cédric Monod             | Schweiz                |
| 13    | Anuschka Gläser / Stefan Pfrengle       | Deutschland            |
| 14    | Danielle Carr / Stephen Carr            | Australien             |
| 15    | Anna Tabacchi / Massimo Salvadè         | Italien                |
| 16    | Katarzyna Głowacka / Krzysztof Korcarz  | Polen                  |
| 17    | Kathryn Pritchard / Jason Briggs        | Vereinigtes Königreich |
| 18    | Elaine Asanakis / Mark Naylor           | Griechenland           |
| 19    | Line Haddad / Sylvain Privé             | Frankreich             |
| 20    | Choi Jung-hoo / Lee Yong-min            | Südkorea               |

### Eistanz
| Platz              | Sportler                                | Land                   |
| ------------------ | --------------------------------------- | ---------------------- |
| 1                  | Marina Klimowa / Sergei Ponomarenko     | GUS                    |
| 2                  | Maja Ussowa / Alexander Schulin         | GUS                    |
| 3                  | Oxana Grischtschuk / Jewgeni Platow     | GUS                    |
| 4                  | Stefania Calegari / Pasquale Camerlengo | Italien                |
| 5                  | Susanna Rahkamo / Petri Kokko           | Finnland               |
| 6                  | Sophie Moniotte / Pascal Lavanchy       | Frankreich             |
| 7                  | Dominique Yvon / Frédéric Palluel       | Frankreich             |
| 8                  | Kateřina Mrázová / Martin Šimeček       | Tschechoslowakei       |
| 9                  | April Sargent / Russ Witherby           | Vereinigte Staaten     |
| 10                 | Aliki Stergjadu / Juris Razgulaevs      | Lettland               |
| 11                 | Renee Roca / Gorsha Sur                 | Vereinigte Staaten     |
| 12                 | Jennifer Goolsbee / Hendryk Schamberger | Deutschland            |
| 13                 | Jacqueline Petr / Mark Janoschak        | Kanada                 |
| 14                 | Regina Woodward / Csaba Szentpétery     | Ungarn                 |
| 15                 | Rachel Mayer / Peter Breen              | Vereinigte Staaten     |
| 16                 | Penny Mann / Juan Carlos Noria          | Kanada                 |
| 17                 | Margarita Drobiazko / Povilas Vanagas   | Litauen                |
| 18                 | Valerie Le Tensorer / Jorg Kienzle      | Schweiz                |
| 19                 | Melanie Bruce / Andrew Place            | Vereinigtes Königreich |
| 20                 | Agnieszka Domańska / Marcin Głowacki    | Polen                  |
| 21                 | Albena Denkowa / Hristo Nikolow         | Bulgarien              |
| 22                 | Kaoru Takino / Kenji Takino             | Japan                  |
| 23                 | Noemi Vedres / Endre Szentirmai         | Ungarn                 |
| 24                 | Monica MacDonald / Duncan Smart         | Australien             |
| Kür nicht erreicht |                                         |                        |
| 25                 | Jung Sung-min / Jung Sung-ho            | Südkorea               |
| 26                 | Fiona Kirk / Clinton King               | Südafrika              |

## Medaillenspiegel
| Platz | Land                | Gold | Silber | Bronze | Gesamt |
| ----- | ------------------- | ---- | ------ | ------ | ------ |
| 1     | GUS                 | 3    | 1      | 1      | 5      |
| 2     | Vereinigte Staaten  | 1    | 1      | –      | 2      |
| 3     | Kanada              | –    | 1      | 2      | 3      |
| 4     | Tschechoslowakei    | –    | 1      | –      | 1      |
| 5     | Volksrepublik China | –    | –      | 1      | 1      |